# Kanton Langueux
Der Kanton Langueux war bis 2015 ein französischer Wahlkreis im Arrondissement Saint-Brieuc, im Département Côtes-d’Armor und in der Region Bretagne; sein Hauptort war Langueux. Vertreter im Generalrat des Départements war von 2011 bis 2015 Jean-Yves Lagadec (PS).

## Gemeinden
| Gemeinde | Bretonisch | Einwohner (2022) | Fläche (km²) | Code postal | Code Insee |
| -------- | ---------- | ---------------- | ------------ | ----------- | ---------- |
| Hillion  | Hilion     | 4.304            | 24.76        | 22120       | 22081      |
| Langueux | Langaeg    | 7.947            | 9.10         | 22360       | 22106      |
| Trégueux | Tregaeg    | 8.462            | 14.57        | 22950       | 22360      |
| Yffiniac | Ilfinieg   | 4.980            | 17.44        | 22120       | 22389      |
| Kanton   | Langaeg    | 24.200           | 65.87        | -           | 2249       |

## Bevölkerungsentwicklung
| 1982   | 1990   | 1999   | 2006   | 2012   |
| ------ | ------ | ------ | ------ | ------ |
| 17.721 | 20.009 | 20.457 | 22.491 | 24.200 |